# Temporada da NBA de 1971–72
A temporada da NBA de 1971-72 foi a 26ª temporada da National Basketball Association. Ela foi encerrada com o Los Angeles Lakers conquistando o campeonato da NBA após derrotar o New York Knicks por 4-1 nas finais da NBA.

## Temporada regular

### Conferência Leste
| Time               | V  | D  | %    | JA |
| ------------------ | -- | -- | ---- | -- |
| Boston Celtics     | 56 | 26 | .683 | -  |
| New York Knicks    | 48 | 34 | .585 | 8  |
| Philadelphia 76ers | 30 | 52 | .366 | 26 |
| Buffalo Braves     | 22 | 60 | .268 | 34 |

| Time                | V  | D  | %    | JA |
| ------------------- | -- | -- | ---- | -- |
| Baltimore Bullets   | 38 | 44 | .463 | -  |
| Atlanta Hawks       | 36 | 46 | .439 | 2  |
| Cincinnati Royals   | 30 | 52 | .366 | 8  |
| Cleveland Cavaliers | 23 | 59 | .280 | 15 |

### Conferência Oeste
| Time            | V  | D  | %    | JA |
| --------------- | -- | -- | ---- | -- |
| Milwaukee Bucks | 63 | 19 | .768 | -  |
| Chicago Bulls   | 57 | 25 | .695 | 6  |
| Phoenix Suns    | 49 | 33 | .598 | 14 |
| Detroit Pistons | 26 | 56 | .317 | 37 |

| Time                   | V  | D  | %    | JA |
| ---------------------- | -- | -- | ---- | -- |
| Los Angeles Lakers C   | 69 | 13 | .841 | -  |
| Golden State Warriors  | 51 | 31 | .622 | 18 |
| Seattle SuperSonics    | 47 | 35 | .573 | 22 |
| Houston Rockets        | 34 | 48 | .415 | 35 |
| Portland Trail Blazers | 18 | 64 | .220 | 51 |

### Playoffs
|  | Semifinais de Conferência | Semifinais de Conferência | Semifinais de Conferência |           |    | Finais de Conferência | Finais de Conferência | Finais de Conferência |  |  | Finais da NBA | Finais da NBA | Finais da NBA |  |
|  |                           |                           |                           |           |    |                       |                       |                       |  |  |               |               |               |  |
|  | 1                         | LA Lakers                 | 4                         |           |    |                       |                       |                       |  |  |               |               |               |  |
|  | 1                         | LA Lakers                 | 4                         |           |    |                       |                       |                       |  |  |               |               |               |  |
|  | 3                         | Chicago                   | 0                         |           |    |                       |                       |                       |  |  |               |               |               |  |
|  | 3                         | Chicago                   | 0                         |           | 1  | LA Lakers             | 4                     |                       |  |  |               |               |               |  |
|  | Conferência Oeste         |                           |                           |           | 1  | LA Lakers             | 4                     |                       |  |  |               |               |               |  |
|  |                           |                           | 2                         | Milwaukee | 2  |                       |                       |                       |  |  |               |               |               |  |
|  | 2                         | Milwaukee                 | 2                         | Milwaukee | 2  | 4                     |                       |                       |  |  |               |               |               |  |
|  | 2                         | Milwaukee                 |                           |           |    |                       |                       |                       |  |  |               |               |               |  |
|  | 4                         | Golden State              | 1                         |           |    |                       |                       |                       |  |  |               |               |               |  |
|  | 4                         | Golden State              | 1                         |           | W1 | LA Lakers             | 4                     |                       |  |  |               |               |               |  |
|  |                           |                           |                           |           |    |                       |                       |                       |  |  |               |               |               |  |
|  |                           |                           | E3                        | New York  | 1  |                       |                       |                       |  |  |               |               |               |  |
|  | 1                         | Boston                    | E3                        | New York  | 1  | 4                     |                       |                       |  |  |               |               |               |  |
|  | 1                         | Boston                    |                           |           |    |                       |                       |                       |  |  |               |               |               |  |
|  | 4                         | Atlanta                   | 2                         |           |    |                       |                       |                       |  |  |               |               |               |  |
|  | 4                         | Atlanta                   | 2                         |           | 1  | Boston                | 1                     |                       |  |  |               |               |               |  |
|  | Conferência Leste         |                           |                           |           | 1  | Boston                | 1                     |                       |  |  |               |               |               |  |
|  |                           |                           | 3                         | New York  | 4  |                       |                       |                       |  |  |               |               |               |  |
|  | 2                         | Baltimore                 | 3                         | New York  | 4  | 2                     |                       |                       |  |  |               |               |               |  |
|  | 2                         | Baltimore                 |                           |           |    |                       |                       |                       |  |  |               |               |               |  |
|  | 3                         | New York                  | 4                         |           |    |                       |                       |                       |  |  |               |               |               |  |

## Líderes das estatísticas
| Categoria             | Jogador             | Time               | Estat. |
| --------------------- | ------------------- | ------------------ | ------ |
| Pontos por jogo       | Kareem Abdul-Jabbar | Milwaukee Bucks    | 34.8   |
| Rebotes por jogo      | Wilt Chamberlain    | Los Angeles Lakers | 19.2   |
| Assistências por jogo | Jerry West          | Los Angeles Lakers | 9.7    |
| Arremessos (%)        | Wilt Chamberlain    | Los Angeles Lakers | .649   |
| Tiros livres (%)      | Jack Marin          | Baltimore Bullets  | .894   |

## Prêmios
- Jogador Mais Valioso: Kareem Abdul-Jabbar, Milwaukee Bucks
- Revelação do Ano: Sidney Wicks, Portland Trail Blazers
- Treinador do Ano: Bill Sharman, Los Angeles Lakers

- All-NBA Time:
- Primeiro Time:
  - C Kareem Abdul-Jabbar, Milwaukee Bucks
  - PF Spencer Haywood, Seattle SuperSonics
  - SF John Havlicek, Boston Celtics
  - CG Jerry West, Los Angeles Lakers
  - SG Walt Frazier, New York Knicks
- Segundo Time:
  - Archie Clark, Baltimore Bullets
  - Bob Love, Chicago Bulls
  - Billy Cunningham, Philadelphia 76ers
  - Nate Archibald, Cincinnati Royals
  - Wilt Chamberlain, Los Angeles Lakers
- All-NBA Time Revelação:
  - Sidney Wicks, Portland Trail Blazers
  - Clifford Ray, Chicago Bulls
  - Austin Carr, Cleveland Cavaliers
  - Elmore Smith, Buffalo Braves
  - Phil Chenier, Baltimore Bullets

- NBA All-Defensive Times:
- Primeiro Time:
  - Dave DeBusschere, New York Knicks
  - John Havlicek, Boston Celtics
  - Wilt Chamberlain, Los Angeles Lakers
  - Jerry West, Los Angeles Lakers
  - Walt Frazier, New York Knicks (tie)
  - Jerry Sloan, Chicago Bulls (tie)
- Segundo Time:
  - Paul Silas, Phoenix Suns
  - Bob Love, Chicago Bulls
  - Nate Thurmond, Golden State Warriors
  - Norm Van Lier, Chicago Bulls
  - Don Chaney, Boston Celtics